# WWE SmackDown vs. Raw 2007
WWE SmackDown vs. Raw 2007 es un videojuego de lucha libre profesional lanzado por THQ y desarrollado por YUKE's Future Media Creators. El juego está basado en la World Wrestling Entertainment. Es el sucesor del juego WWE SmackDown! vs. RAW 2006. Fue lanzado para PlayStation 2 y Xbox 360 en noviembre del 2006 y en diciembre de ese mismo año para PlayStation Portable. Es el primer juego de la serie lanzado para la Xbox 360, haciendo su debut en esta consola.
En comparación a juegos anteriores, el juego introduce un nuevo sistema de jugabilidad, zonas interactivas (como cuerdas del ring o las escaleras metálicas), objetos para ataques cuerpo a cuerpo, y la posibilidad luchar en las graderías del recinto. El juego también incluye mejoras sobre los modos de juego.
El juego añadió el combate Money in the Bank como una variación del combate de escaleras.
Su lema es 'Don't just Watch it... live it' (No sólo lo mires... Vívelo)

## Jugabilidad
Los empleados de THQ dijeron que darían un juego mucho más real y harían sentir una mejor experiencia de juego.
Hay dos categorías de agarre que dependen del peso del luchador: Los más ligeros pueden usar artes marciales, mientras que los más pesados pueden hacer agarres mucho más dañinos. Hay más interacción en la arena, puedes pelear en el público, puedes usar objetos como alimentos de los aficionados, mesas, sillas, paredes, etc. La versión para PlayStation 2 no tiene muchas interacciones como las ya antes mencionadas.
Los gráficos tuvieron un gran salto de evolución con respecto a las consolas de sexta generación (como la mencionada PlayStation 2). Pasando de usar 500 polígonos para cada luchador a 20.000.

## Modos de juego
El General Manager Mode fue modificado, como las opciones de dificultad del juego, activar o desactivar las lesiones, los intercambios de superestrellas, poner vacante los campeonatos, entre otras características. Después en WWE SmackDown vs. Raw 2008 sería el último juego de la serie en tener ese modo de juego.

## Roster
El roster está conformado por 61 Luchadores y 7 Divas, los que están resaltados en negrita hacen su debut o regresan a la saga.
| RAW - Big Show - Candice Michelle - Carlito - Chavo Guerrero - Chris Masters - Daivari - Edge - John Cena - Kane - Kurt Angle - Lance Cade - Lita - Mick Foley - Mickie James - Mr Kennedy - Mr Mcmahon - Ric Flair - Rob Van Dam - Shawn Michaels - Shelton Benjamin - Snitsky - Stephanie McMahon (No Jugable) - Trish Stratus - Torrie Wilson - Trevor Murdoch - Triple H - Umaga - Viscera | SmackDown! - Ashley (No Jugable) - Batista - Bobby Lashley - The Boogeyman - Booker T - Chris Benoit - Finlay - Gregory Helms - Hardcore Holly - Jillian Hall - JBL - Joey Mercury - Johnny Nitro - Kid Kash - Kristal Marshall (No Jugable) - Mark Henry - Matt Hardy - Melina - Paul Burchill - Psicosis - Randy Orton - Rey Mysterio - Super Crazy - The Great Khali - The Undertaker - Vito - William Regal | Leyendas - Bam Bam Bigelow - Bret Hart - Cactus Jack - Dude Love - Dusty Rhodes - Eddie Guerrero - Hulk Hogan - Jerry "The King" Lawler - Jim "The Anvil" Neidhart - Mankind - Mr. Perfect - The Rock - Roddy Piper - Shane McMahon - Stone Cold Steve Austin - Tazz |

Es el último juego de WWE en incluir a Chris Benoit como personaje jugable.

## Campeones
| Campeonato                        | Campeón                     | Marca     |
| --------------------------------- | --------------------------- | --------- |
| WWE Championship                  | Edge                        | RAW       |
| World Heavyweight Championship    | Booker T                    | SmackDown |
| WWE Intercontinental Championship | Johnny Nitro                | RAW       |
| WWE United States Championship    | Bobby Lashley               | SmackDown |
| WWE Tag Team Championship         | Joey Mercury & Johnny Nitro | SmackDown |
| WWE World Tag Team Championship   | Big Show & Kane             | RAW       |
| WWE Women's Championship          | Mickie James                | RAW       |
| WWE Cruiserweight Championship    | Gregory Helms               | SmackDown |
| WWE Hardcore Championship         | Mick Foley                  | Legends   |
| WWF Million Dollar Championship   | Dusty Rhodes                | Legends   |
| WWF Smoking Skull Championship    | Steve Austin                | Legends   |

## Arenas
| Arenas Principales - SmackDown! - Raw - Velocity - Heat - SummerSlam (2005) - Survivor Series (2005) - Royal Rumble (2006) - WrestleMania 22 - The Great American Bash (2005) - WWE Vengeance (2005) - Armageddon (2005) - No Way Out (2005) - ECW: One Night Stand (2005) | - No Mercy (2005) - Unforgiven (2005) - Taboo Tuesday (2005) - New Year's Revolution (2006) - Backlash (2006) - Judgment Day (2006) - WWE Saturday Night's Main Event XXXII (2006) |

## Banda sonora
- "Alive and Kicking" (Nonpoint)
- "Animal I Have Become" (Three Days Grace)
- "Bullet With a Name" (Nonpoint)
- "Forgive Me" (Versus The World)
- "I Ain't Your Savior" (Bullets and Octane)
- "Lonely Train" (Black Stone Cherry)
- "Money in the Bank" (Lil Scrappy feat. Young Buck)
- "Riot" (Three Days Grace)
- "Stitches" (Allele)
- "Survive" (Rise Against)
- "The Champ" (Ghostface Killah)
- "The Enemy" (Godsmack)

## Recepción
IGN le dio al juego 8.0/10 favoreciendo el nuevo control analógico, y el ampliado modo GM.
| Videojuegos de la World Wrestling Entertainment |                      |                                     |
| Predecesor: WWE SmackDown! vs. Raw 2006         | Periodo: 2006 - 2007 | Sucesor: WWE SmackDown vs. Raw 2008 |